# 2025 au Brésil
Chronologie du Brésil
- 2021
- 2022
- 2023
- 2024
- 2025
- 2026
- 2027
- 2028
- 2029

Cette page concerne des événements qui se sont produits durant l'année 2025 du calendrier grégorien au Brésil.

## Événements

### Février
- 7 février : un petit avion s'écrase sur une avenue de São Paulo, tuant les deux personnes à bord et en blessant deux au sol[1].
- 18 février : l'ancien Président du Brésil d'extrême-droite Jair Bolsonaro est officiellement inculpé pour participation à une tentative de coup d’État en janvier 2023

### Mars
- Carnaval de Rio 2025.
- 12 mars : le pétrolier brésilien Olavo Bilac s'encastre dans un quai du port de Santos, près de Sao Paulo, et endommage deux patrouilleurs de classe Grajaú, les Guajará et Guaporé et le patrouilleur NPa Maracanã (P-72), de classe Macaé, de la Marine brésilienne[2].

### Avril
- x

### Mai
- 13 mai : La police militaire brésilienne tue le principal chef du Terceiro Comando Puro, une organisation criminelle de trafic de drogue, et deux autres membres présumés, lors d'une fusillade dans la favela de Maré à Rio de Janeiro[3].

### Juin
- 21 juin : lors de l'accident de montgolfière de Santa Catarina, huit des vingt-une personnes à bord sont mortes et les survivants blessés[4].

### Juillet
- x

### Août
- x

### Septembre
- x

### Octobre
- x

### Novembre
- 10 au 21 novembre : Conférence de Belém sur les changements climatiques (COP 30).

### Décembre
- x

#### L'année sportive 2025 au Brésil
- Championnat du Brésil de football 2025
- Championnat du Brésil de football de deuxième division 2025
- Grand Prix automobile de São Paulo 2025

#### L'année 2025 dans le reste du monde
- L'année 2025 dans le monde
- 2025 par pays en Amérique • 2025 au Canada, 2025 au Québec, 2025 aux États-Unis, 2025 au Mexique
- 2025 en Europe, 2025 en Belgique, 2025 en France, 2025 en Italie, 2025 en Suisse
- 2025 en Afrique • 2025 par pays en Asie • 2025 par pays en Océanie, 2025 en Océanie • 2025 en Antarctique
- 2025 aux Nations unies
- Décès en 2025